# Gilda Gray
Pour les articles homonymes, voir Gray.

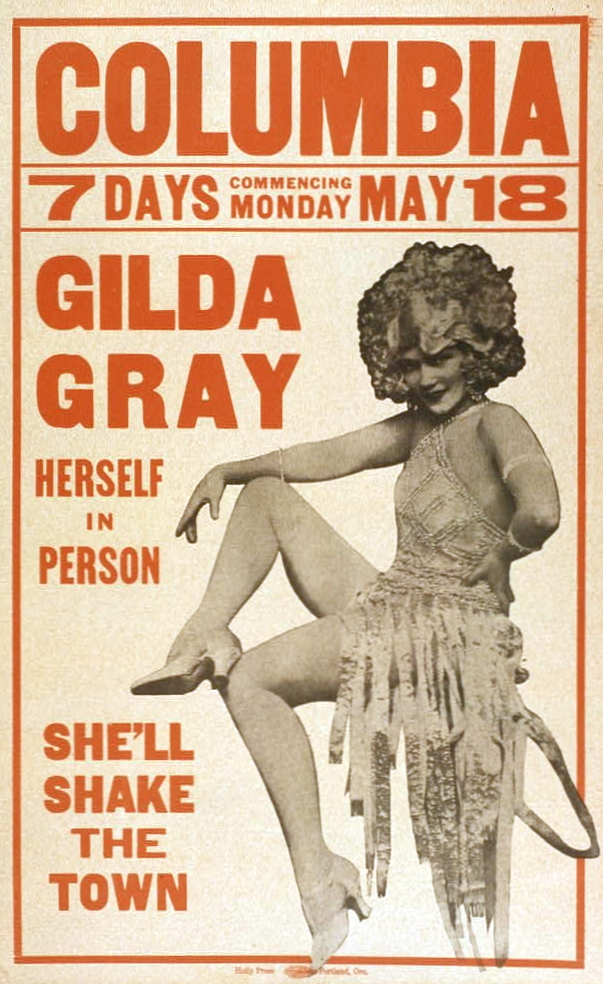
« Gilda Gray elle-même en personne. Elle va faire bouger la ville. »

Gilda Gray, née Marianna Michalska le 25 octobre 1901 à Cracovie, Autriche-Hongrie ou à Radlowo, Empire allemand, aujourd'hui Rydlewo (les deux lieux étant aujourd'hui en Pologne) et morte à Hollywood Boulevard, Los Angeles, Californie le 22 décembre 1959, est une danseuse et actrice américaine d'origine polonaise. Elle est inhumée au Holy Cross Cemetery.

## Filmographie
- 1919 : A Virtuous Vamp de David Kirkland
- 1920 : A Social Sleuth (réalisateur indéterminé)
- 1923 : Le Dieu Shimmy (Girl with the Jazz Heart ) de Lawrence C. Windom
- 1923 : La Gueuse (Lawful Larceny) d'Allan Dwan
- 1927 : Aloma des mers du sud (Aloma of the South Seas) de Maurice Tourneur
- 1927 : La Danseuse de minuit (Cabaret) de Robert G. Vignola
- 1927 : The Devil Dancer de Fred Niblo
- 1929 : Piccadilly d'Ewald André Dupont
- 1936 : Le Grand Ziegfeld (The Great Ziegfeld) de Robert Z. Leonard
- 1936 : Rose-Marie de W.S. Van Dyke